# کچیلی (شاهبوز)
کچیلی (به لاتین: Keçili، به ارمنی: کرتن Քրտն) یک منطقه مسکونی در جمهوری آذربایجان است که در شهرستان شاهبوز واقع شده است. کچیلی ۱۷۰۲ نفر جمعیت دارد.